# 三遊亭圓福
三遊亭 圓福（さんゆうてい えんぷく）は、落語家の名。
- 三遊亭圓福（1889年 - 1961年12月1日） - 本名∶矢島 光造。戦前から戦後にかけて寄席の色物「百面相」を得意とした。立川談志が著書『談志楽屋噺』で紹介している[1]。初代橘ノ圓門下で、いわゆる「万年前座」に専念していた。新宿末廣亭の楽屋で脳溢血のため急逝。談志はこの圓福からなぞかけの極意を教わった。

三遊亭 圓福（さんゆうてい えんぷく、1967年3月8日 - ）福島県磐梯町出身の落語家。五代目円楽一門会所属。本名は大塚 信。出囃子は『この間あいつに会いました』。会津出身の落語家としては史上初めての真打（福島県内で二人目）お江戸両国亭を拠点に活躍中。
新作落語派。ジャケットにギター姿で高座に上がっていたこともある。

## 略歴
- 1994年3月 - 春風亭柳昇に入門[3]。前座名は不明。
- 1997年5月 - 5代目三遊亭圓楽門下に移籍し福楽。
- 2000年10月 - 二ツ目に昇進。
- 2008年3月 - 真打昇進し圓福に改名。4月19日に行われた真打昇進披露宴では、自身の結婚披露宴も合せて行われた。媒酌人は三遊亭好楽夫妻[4]。

## 主な主演番組
- 福島放送「YOUゆあ湯〜温泉めぐり」
- 日本テレビ「笑点」
- フジテレビ「お笑い冒険王」
- NHK「ふるさと皆様劇場」